# Myrsine guianensis
Myrsine guianensis är en viveväxtart som först beskrevs av Jean Baptiste Christophe Fusée Aublet, och fick sitt nu gällande namn av Carl Ernst Otto Kuntze. Myrsine guianensis ingår i släktet Myrsine och familjen viveväxter. Inga underarter finns listade i Catalogue of Life.

## Bildgalleri

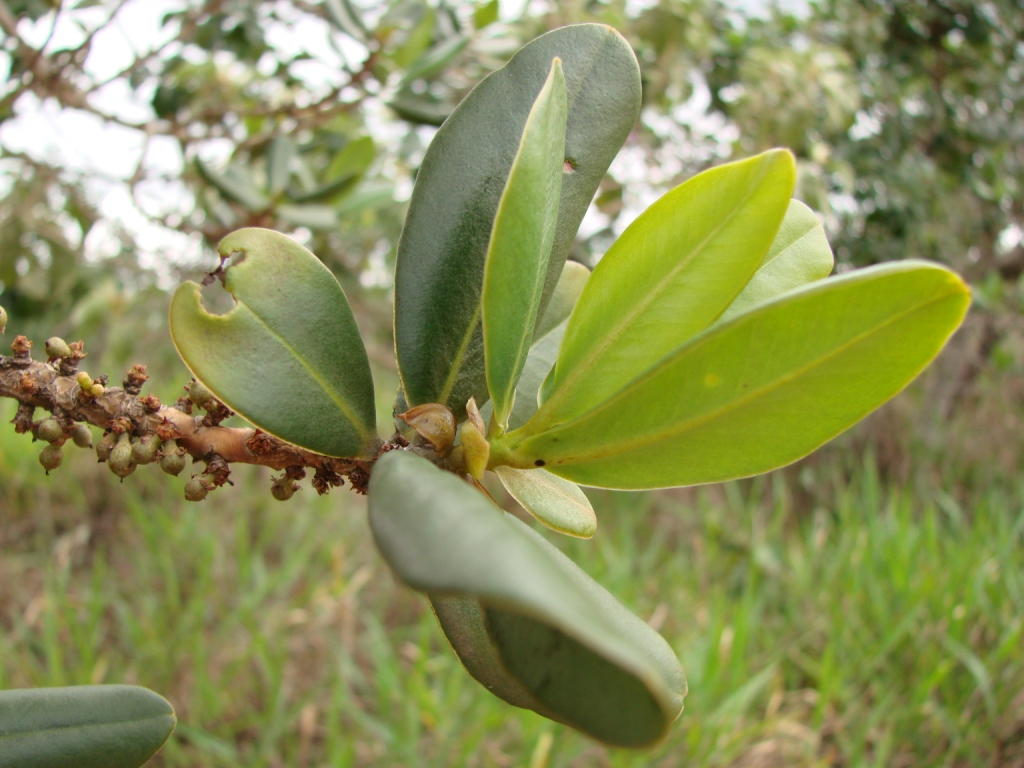